# Операция «Запад»

Памятник украинцам-жертвам депортаций в г. Тернополь

Операция «Запад» (укр. Операція «Захід») — принудительное выселение гражданского населения Западной Украины вглубь территории СССР (преимущественно в Сибирь и Казахстан), которая была проведена советскими органами государственной власти в октябре 1947 года. Главной задачей было ослабление и ликвидация украинского национально-освободительного движения (ОУН, УПА) на Западной Украине.

## Предыстория
Социально-экономические и идейно-культурные преобразования в Галиции, Буковине, на Волыни во второй половине 1940-х годов, которые осуществлялись сталинским руководством силовыми методами, без учёта национальной и религиозной специфики региона, приводили к росту оппозиционных настроений, к увеличению числа акций неповиновения среди местного населения. Не желали сдавать свои позиции на Западной Украине и украинские националисты. Деятели движения за независимую Украину ещё в конце 1943 — в начале 1944 года окончательно отказались от тактики «борьбы на два фронта» и направляли свои усилия на недопущение установления советской власти в регионе. Постепенно противодействие тотальной советизации западных областей переросло в затяжной вооруженный конфликт, а противостояние между приверженцами нового социалистического строя и его противниками приобрело характер гражданской войны. В результате во второй половине 1940 — в начале 1950-х Западная Украина превратилась в арену кровавого противостояния между Организацией украинских националистов (ОУН) и Украинской повстанческой армией (УПА) с одной стороны и советскими органами власти — с другой.
Большинство политических и вооруженных акций УПА было направлено против непопулярных мероприятий советской власти: проведения массовой мобилизации, преследования Украинской греко-католической церкви, депортации местного гражданского населения, насильственной коллективизации. С потерей иллюзий о неминуемой войне СССР с США повстанцы переходят к тактике партизанской войны «малыми группами», антисоветской пропаганды, саботажа, применения террористических акций против сотрудников правоохранительных органов, партийно-государственных работников, колхозной администрации, специалистов, которые прибыли из других областей УССР. Военные подразделения УПА, которые насчитывали около 90 тыс. чел., в течение 1944—1945 годов совершили 14,5 тыс. террористических и диверсионных акций, в результате которых погибло 30 тыс. человек. В свою очередь войска НКВД, Львовского и Прикарпатского военных округов к концу 1944 года провели около 6,5 тыс. операций, а на конец осени 1945 г. число акций по подавлению националистического движения возросло до 27 тысяч.
Очередная широкомасштабная акция советских войск (около 585 тыс. солдат), имевшая целью полную ликвидацию повстанцев, называлась «Большая блокада». В ходе её осуществления в январе-апреле 1946 года численность участников движения сопротивления сократилась до 40 %. В начале 1947 г. операции с применением авиации, бронетехники, достаточно больших контингентов военнослужащих становятся исключением. Советская сторона прибегла к проведению оперативно-войсковых операций, имевших целью поиск, блокирование и уничтожение бункеров, схронов ведущих деятелей ОУН, командиров УПА.
Эскалация напряженности в послевоенное время между властью и националистическим подпольем приводило к обоюдному насилию, многочисленным жертвам, втягиванию в эпицентр противостояния гражданского населения. Распространенной формой привлечения местного населения в вооруженный конфликт со стороны советской власти стали истребительные батальоны и группы охраны общественного порядка. Постепенный переход с 1945 года украинских повстанцев к деятельности малыми группами вынуждал органы МГБ проводить систематические военно-чекистские операции. Несмотря на различные репрессивные мероприятия, желаемого результата в длительном противостоянии с участниками формирований ОУН и УПА советским силовым ведомствам достичь не удавалось.

### Выселение согласно распоряжению Л. Берии № 7129 от 31 марта 1944 года
Для ослабления национально-освободительного движения на Западной Украине советская власть стала применять акции против местного гражданского населения, которое подозревалось в сотрудничестве с повстанцами и сочувствии к ним. Толчком к репрессивным мерам в отношении их родных и близких стало распоряжение наркома внутренних дел СССР Л. Берии № 7129 от 31 марта 1944 года, в котором перед заместителями наркома внутренних дел СССР С. Кругловым и И. Серовым, наркомом внутренних дел УССР В. Рясным ставилась задача: «Всех совершеннолетних членов семей осужденных ОУНовцев, а также активных повстанцев как арестованных, так и убитых в столкновениях — выселить в отдаленные районы Красноярского края, Омской, Новосибирской и Иркутской областей, а их имущество конфисковать в соответствии с приказом НКВД СССР № 001552 от 10 декабря 1940 г.».
Только на протяжении 1944 года из Волынской, Дрогобычской, Львовской, Ровенской, Станиславской, Тернопольской областей было отправлено в ссылку 4724 семьи общей численностью 12 762 человек. «Глубокое очищение» западно-украинских земель от сторонников ОУН и УПА продолжалось и в следующем году. Принудительной депортации в 1945 году подверглись 7393 семьи повстанцев в количестве 17 497 человек. В первый послевоенный год из западно-украинского региона было «изъято» 2612 семей «антисоветского элемента» (6350 чел.). Всего, по данным Ведомственного государственного архива, в 1944—1946 годах с территории Западной Украины в отдаленные районы СССР было депортировано 14 728 семей участников национально-освободительного движения численностью 36 608 человек. Однако партийное руководство УССР требовало от силовых ведомств не останавливаться на достигнутом.

## Операция «Запад»
Одна из самых масштабных операций по депортации населения Западной Украины произошла в октябре 1947 года. Она вошла в историю под кодовым названием «Запад». Основываясь на документальных материалах, замысел проведения в западно-украинском регионе очередной и массовой репрессивной акции принадлежит заместителю министра государственной безопасности СССР генерал-лейтенанту С. Огольцову и министру государственной безопасности УССР генерал- лейтенанту С. Савченко, которые в совместном письме на имя министра госбезопасности СССР генерал-полковника В. Абакумова от 24 мая 1947 года просили разрешения от Министерства госбезопасности СССР продолжить депортационную практику, мотивируя свою просьбу следующим образом: «Выселение семей ОУНовцев и бандитов, как показал опыт, явилось весьма эффективной мерой борьбы с оуновским подпольем и бандитизмом, в значительной степени способствовало разложению подполья и банд, вызывало явку с повинной, затрудняло ОУНовским главарям вербовку новых членов ОУН и бандитов, толкало явившихся с повинной на активную борьбу с бандами, сокращало пособническую базу, так как местное население, боясь такой репрессии, как выселение семей, отказывалось оказывать бандитам материальную помощь».

### Приказ МГБ СССР № 00430 от 22 августа 1947 года
Инициативу силовых структур нанести очередной удар по «националистическому подполью» поддержало политбюро ЦК ВКП(б) своим решением от 13 августа 1947 года (П59/123). Опираясь на постановление высшего политического руководства страны, министр государственной безопасности СССР В. Абакумов 22 августа 1947 года издал приказ за № 00430 «О выселении семей осужденных, убитых и находящихся на нелегальном положении, активных националистов и бандитов с территории западных областей Украины». В секретном приказе в частности говорилось: «Начальнику Главного Управления войск МГБ СССР генерал-лейтенанту Бурмак для проведения операции дополнительно выделить и направить в распоряжение Министра Государственной Безопасности УССР генерал- лейтенанта Савченко: 24 мотострелковый полк; 2 батальона 260 стрелкового полка 5-й дивизии; 26-й стрелковый полк 4-й дивизии; батальон 284-го стрелкового полка 7-й дивизии; 2 батальона 8-го мотострелкового полка; 2 батальона 13-го мотострелкового полка и Саратовское училище войск МГБ. Тов. Бурмаку обеспечить прибытие войск на Украину не позднее 5 октября 1947 года. Генерал-лейтенанту Мильштейн направить в распоряжение Министерства Государственной Безопасности УССР 3 тысячи офицеров и сержантов корпуса и дивизии охраны на железнодорожном и водном транспорте, предварительно сформировав из них ротные подразделения. Тов. Мильштейн обеспечить прибытие личного состава корпуса и дивизии охраны МГБ на железнодорожном и водном транспорте к месту дислокации не позднее 5 октября 1947 года. Заместителю Министра Государственной Безопасности СССР по кадрам направить в западные области 3500 оперативных работников и обеспечить их прибытие к месту назначения не позднее 15 сентября 1947 года. Заместителю Министра Государственной Безопасности СССР генерал-лейтенанту Блинову обеспечить проведение операции необходимым количеством автотранспорта и горючего. Операцию по выселению провести с 10 по 20 октября с.г., обеспечив конспирацию всех проводимых подготовительных мероприятий».
Приложением к приказу МГБ СССР № 00430 от 22 августа 1947 года была инструкция «О порядке проведения выселения семей активных националистов и бандитов из Западных областей Украины», в которой четко указывалось, кто подлежит выселению (совершеннолетние и несовершеннолетние члены семей повстанцев и их близкие родственники, проживающие совместно), разъяснялись функции специальной группы оперативных работников, которые вместе с представителями местных органов власти должны будут осуществить процедуру высылки.
В день выхода приказа министр госбезопасности В. Абакумов шифротелеграммой уведомил первого секретаря ЦК КП(б)У Л. Кагановича и председателя Совета министров УССР Н. Хрущёва о направлении на Украину заместителя министра госбезопасности СССР А. Блинова, начальника Главного Управления войск МГБ СССР П. Бурмака и генерал-лейтенанта А. Вадиса для проведения необходимых мероприятий, связанных с выселением семей членов ОУН и УПА (всего в операции «Запад» было задействовано 15 750 человек руководящего состава силовых ведомств и около 30 тысяч солдат).

### Подготовка к операции
Подготовка к операции длилась всего два месяца. Получив указания из Москвы об «очистке» территории Западной Украины от «врагов народа и их пособников», местные подразделения МГБ и МВД совместно с работниками райкомов КП(б)У принялись за составление списков кандидатов на депортацию, распределение за населенными пунктами военных подразделений, автомобильного и гужевого транспорта.
29 августа 1947 года во Львове состоялось совещание уполномоченных МГБ СССР и начальников областных управлений, на котором был зачитан приказ министра МГБ №-00430 от 21 августа 1947 года, а также тщательным образом проработана инструкция к предстоящей чекистской операции. С 31 августа по 3 сентября 1947 года проведены выездные заседания в Станиславе и Тернополе с участием уполномоченных МГБ СССР А. Блинова, А. Вадиса, а также заместителя министра внутренних дел УССР Н. Дятлова, посвященных результатам работы по оформлению учётных дел на семей, подлежащих выселению. На оперативном совещании уполномоченных МГБ СССР, начальников УМГБ западных областей, представителей внутренних войск и транспортных органов МГБ во Львове 2 октября 1947 года обсуждалась сама процедура выселения «неблагонадежного элемента», а также проблемы взаимодействия частей Советской Армии, подразделений погранвойск, специальных групп оперативных работников МГБ и МВД.
10 октября 1947 г., на основании оперативного плана МГБ УССР, министр внутренних дел УССР Т. Строкач утвердил план оперативных мероприятий своего ведомства. Для проведения депортации был создан оперативный штаб во главе с заместителем министра внутренних дел УССР комиссаром милиции 2-го ранга Н. Дятловым с дислокацией во Львове (в октябрьской операции 1947 года по выселению в отдаленные районы Советского Союза семей оуновцев было задействовано 13 592 сотрудника органов внутренних дел и военнослужащих. 16 октября 1947 года во Львове собрались на инструктаж сотрудники Управления МГБ по охране железных дорог, а также начальники эшелонов, которые отвечали за транспортировку спецконтингента с 87 железнодорожных станций Западной Украины.
Акция насильственного перемещения большого количества людей разрабатывалась сотрудниками МГБ по всем канонам войсковой операции. На период проведения депортации была разработана специальная таблица радиосигналов (например, комбинация цифр «470» — означала «выселение закончил»; «617» — «веду бой с бандой в координатах» и т. д.). На военных топографических картах сотрудники МГБ отобразили места специальных сборных пунктов, схемы расположения нефтебаз, полковых складов ГСМ, заправочных пунктов автомашин, путь следования транспорта со спецконтингентом. Заблаговременно в типографии были изготовлены бланки «Эшеленный список выселяемых семей», «Протокол обыска», «Акт описи имущества». Следует подчеркнуть, что операция «Запад» готовилась в режиме строгой секретности. К примеру, секретари райкомов партии и начальники местных подразделений МГБ были поинформированы об акции за 2-3 дня, а остальные исполнители узнали о депортации только с началом её реализации — в 6 часов утра 21 октября 1947 года.

### Осуществление операции «Запад»
По городу Львову операция «Запад» стала реализовываться в 2 часа ночи 21 октября. Как утверждали сами сотрудники МГБ, время для выселения пособников УПА было выбрано неудачно. Из 162 семей (486 чел.), подлежащих депортации сначала на станцию погрузки, было доставлено только 8 семей (20 чел.) по причине того, что «оперативные группы потратили значительное время на то, чтобы войти в квартиры, так как все парадные двери заперты». В процессе дальнейшей операции по городу Львову всего было доставлено на специальный сборный пункт 184 семьи (мужчин — 136; женщин — 200, детей — 112). Имели место случаи, когда при появлении оперативных групп некоторые семьи пытались укрыться в подвалах или у соседей.
В соответствии с полученными инструкциями была проведена акция на Волыни. В докладной записке «О результатах работы УМГБ Волынской области по выселению семей активных участников ОУН» от 26 октября 1947 года начальник областного управления МГБ полковник Матвеенко отмечал: «Операция по выселению началась во всех селах области в 6 часов утра 21 октября с. г., прошла организованно и закончена того же дня в основном до наступления сумерков. Свыше 150 человек из состава семей, подлежащих выселению, не оказались дома в момент операции (находились в отъезде) и поэтому не были выселены. Уже после отправки эшелона часть из отсутствующих в момент операции явились в райотдел МГБ с просьбой направить их к выселенным семьям».
С незначительными трудностями пришлось столкнуться сотрудникам МГБ в Ровенской области. В записке по «ВЧ» ответственные за реализацию операции «Запад» в Ровенской области уполномоченный МГБ СССР полковник Головков и начальник Управления МГБ по Ровенской области Шевченко информировали заместителя министра госбезопасности СССР генерал-лейтенанта С. Огольцова и министра госбезопасности УССР С. Савченко о негативном реагировании населения на выселение семей ОУНовцев: «В связи с проводимой нашими органами операции по выселению семей бандитов и участников националистического подполья со стороны некоторой части местного населения в день операции имели место факты открытого соболезнования выселяемым и оказания им помощи — укрывательства от выселения. Например: а) при выезде автомашины с посаженными на неё семьями бандитов, село Корпин Ровенского района, жителями этого села плотным кольцом была окружена машина с целью задержания её выхода из села. В связи с этим оперативная группа для наведения порядка и получения возможности выезда автомашины с семьями бандитов вынуждена была открыть предупредительный огонь. б) во время обыска, происходящего в доме выселяемой семьи осужденного бандита Андрошулик Марии, неизвестными жителями этого села была похищена её четырёхлетняя дочь (с. Новый Двор). В целях укрытия её от оперативных работников, производивших выселение, перенесли её на второй этаж дома, оттуда сбросили её на руки поджидавшим в это время другим жителям села, после чего дочь Андрошулика была спрятана. Поиски похищенной девочки положительных результатов не дали. В некоторых селах Ровенского, Александрийского, Тучинского, Межиричского и других районов, женщины сопровождали выселяемых плачем и криком. Были случаи, когда отдельные из них демонстративно требовали, чтобы их погрузили вместе с выселяемыми или расстреляли на месте».
Исключительно в трудных метеорологических условиях происходило «изъятие вражеского элемента» в Станиславской и Черновицкой областях. Накануне операции в горных районах Жабьевского, Кутского, Косовского, Долынского районов Станиславщины в результате бурана, снежный покров доходил до 2 метров. В снежном капкане оказалось 55 военных машин на пути следования с Коломы и в Косов. По дороге из Надворной в Жабье застряли 30 автомашин с солдатами. Попытка проложить дорогу до Яремче и дальше в горы с помощью танков тоже не увенчалась успехом. В связи со снежной стихией операция «Запад» в Черновицкой области была продлена до 23 октября.
В информациях высшему руководству МВД УССР о ходе операции, об организованной погрузке в вагоны «спецконтингента» встречались факты, порочащие «образ советского чекиста». К примеру в Ракитнянском районе Ровенской области помощник командира роты 81 стрелковой дивизии лейтенант Сидоров при выселении семьи убил двух свиней и пытался их увезти, но был задержан начальником районного отдела МВД. Случаи мародерства имели место и среди местного партактива. В Лопатинском районе Львовской области секретарь райкома ЛКСМУ Омельчук завез к себе на квартиру два мешка изъятого зерна и пытался его присвоить. Органами МВД был установлен факт завоза третьим секретарем райкома КП(б)У Бобровского района Львовской области Тимошенко к себе на квартиру 5 центнеров изъятого картофеля.

### Итоги операции
Итоги операции «Запад» были подведены в конце октября 1947 года. Министр внутренних дел СССР С. Круглов в письме на имя заместителя председателя Совета министров СССР докладывал об изъятии из западных областей Украины 26 682 семей спецпереселенцев или 76 192 человека, в том числе мужчин — 18 866, женщин — 35 152, детей — 22 174. Из них направлено на комбинат «Карагандауголь» 3000 семей или 8191 человек.
Сужение советской системой до критического предела социальной базы движения сопротивления путем репрессий и депортаций «антисоветского элемента» решило судьбу повстанческо-подпольного движения. Трудное положение, в котором оказалось националистическое подполье на западноукраинских землях в конце 1940-х годов, заставило президиум[кто?] Украинского главного освободительного совета (координатора национально-освободительного движения на Украине) принять решение об окончательном сворачивании деятельности УПА, как вооруженной формации. Широкая общественность узнала о самой массовой депортации населения Западной Украины только лишь во времена «горбачевской перестройки».